# Caso final
El caso final se utiliza para marcar la causa final ("para una casa"). Las lenguas semíticas tenían ese caso, pero todas lo perdieron. En árabe , los sustantivos en esa posición están marcados con la marca acusativa (por ejemplo, ǧadda ṭalaban li-l-ʼaǧri, trabajó duro para obtener una recompensa).